# Ischnomantis flavescens
Ischnomantis flavescens es una especie de mantis de la familia Mantidae.

## Distribución geográfica
Se encuentra en el Chad.